# X.Org Foundation
X.Org Foundation è un'organizzazione, fondata il 22 gennaio 2004, che ha come obiettivo lo sviluppo di X Window System.
Il consiglio direttivo nel 2005 era composto da Stuart Anderson, Egbert Eich (SUSE), Jim Gettys (OLPC), Stuart Kreitman (Oracle), Kevin Martin (Red Hat), Jim McQuillan e da Leon Shiman.
Il server X.Org è l'implementazione di riferimento di X ed è comunemente usato nei sistemi operativi Linux e UNIX. È la tecnologia fondamentale alla base dei desktop environment, a partire da CDE fino ad arrivare ai moderni GNOME e KDE. L'ultima versione pubblicata è la X11R7.7 ed è liberamente scaricabile dal sito di freedesktop.org.